# Fininvest
Fininvest S.p.A. – włoski holding zarządzany przez rodzinę Berlusconich. W skład holdingu wchodzą takie firmy jak: Mediolanum (bankowość i ubezpieczenia), Medusa (produkcja filmów), Arnoldo Mondadori Editore (wydawnictwo), MFE – MediaForEurope (koncern mediowy, w którego posiadaniu znajdują się stacje Canale 5, Italia 1 i Rete 4) oraz wiele innych mniejszych firm związanych głównie z branżą telekomunikacyjną. Przez 31 lat, od maja 1986 do kwietnia 2017, holding był właścicielem klubu A.C. Milan.